# John Robertson (labdarúgó, 1953)
John Neilson Robertson (Viewpark, 1953. január 20. – ) skót válogatott labdarúgó, edző. 

## Pályafutása

### Klubcsapatban
Pályafutása nagy részét a Nottingham Forest csapatában töltötte és részese volt klub legsikeresebb időszakának. 1970 és 1983 között bajnoki címet szerzett és két alkalommal nyerte meg a bajnokcsapatok Európa-kupáját. 1983 és 1985 között a Derby County együttesében játszott. Az 1985–86-os szezonban ismét a Nottingham Forestben szerepelt.

### A válogatottban
1978 és 1983 között 28 alkalommal szerepelt az skót válogatottban és 8 gólt szerzett. Részt vett az 1978-as és az 1982-es világbajnokságon. 

## Sikerei, díjai
Nottingham Forest
- Angol bajnok (1): 1977–78
- Angol ligakupa (2): 1977–78, 1978–79
- Angol szuperkupa (1): 1978
- Bajnokcsapatok Európa-kupája (1): 1978–79, 1979–80
- UEFA-szuperkupa (1): 1979